# 烯丙基环戊烷
烯丙基环戊烷（C8H14）是一种烯烃，常温下为无色液体。烯丙基环戊烷可以通过环戊基溴化镁与烯丙基溴的反应制备。